# Отруби

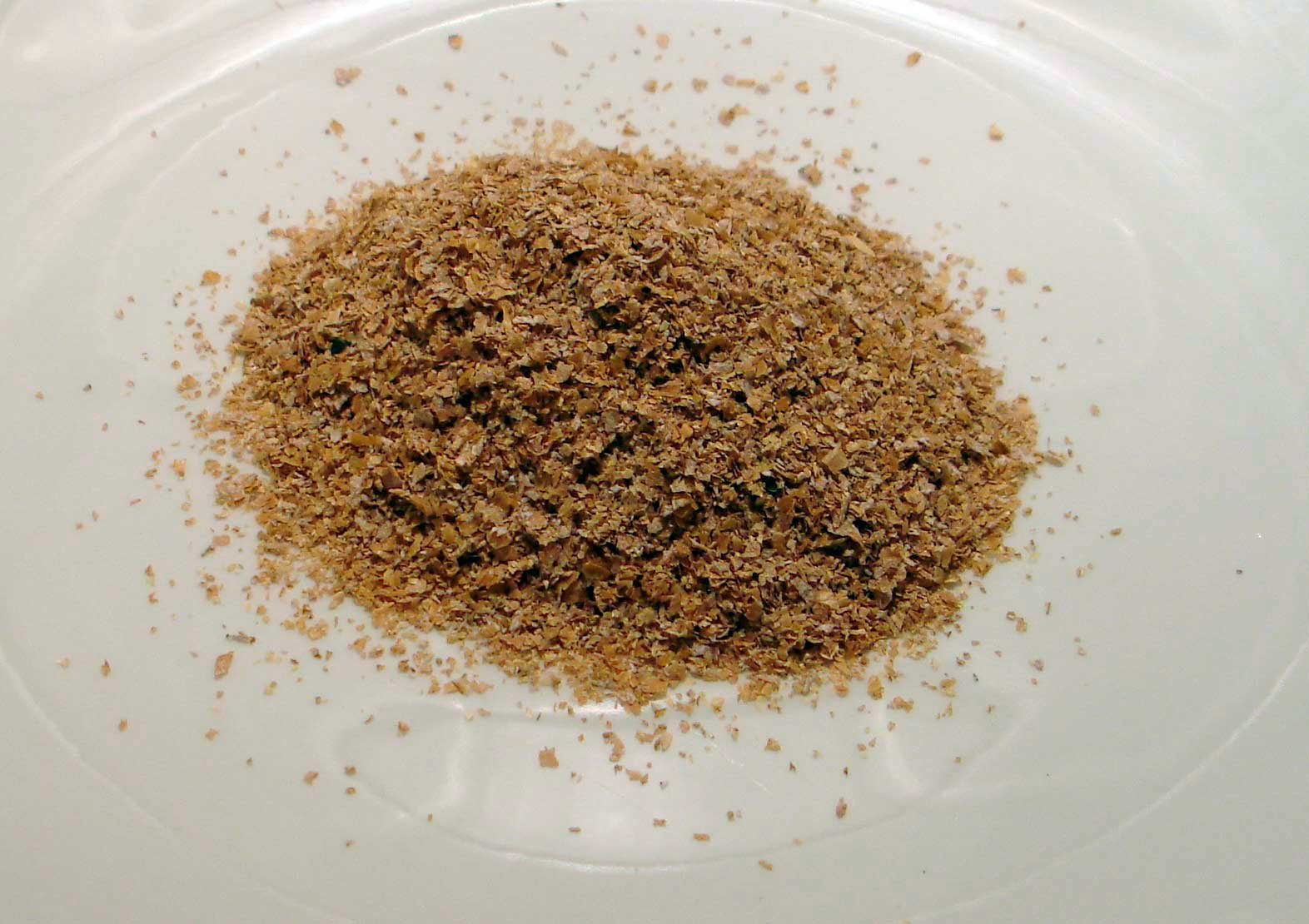
Пшеничные отруби

О́труби — твёрдая оболочка зерна. Побочный продукт мукомольного производства. Не следует путать с мякиной.
В зависимости от вида перерабатываемого зерна отруби бывают пшеничные, ржаные, ячменные, рисовые, гречишные и др. По степени измельчения могут быть грубые (крупные) и тонкие (мелкие).

## Пищевое значение
Из-за обилия в отрубях жирных кислот цельнозерновая мука быстрее прогоркает, поэтому традиционно придавалось большое значение тщательному отделению отрубей от зерна. Значительное количество отрубей в хлебе снижает его усваиваемость, небольшая примесь — улучшает вкус, повышает перистальтику кишечника. Кроме кулинарии, льняные отруби применяют для припарок, горчичные — для горчичников.
К началу XX века отруби были практически полностью исключены из рациона европейцев и рассматривались как дешёвый «отброс» мукомольного производства. При этом было известно, что отруби зачастую содержат больше белка, жирных кислот и микроэлементов, чем собственно зерно.
К концу XX века отруби, особенно овсяные, вернулись в рацион западного общества в виде цельнозерновых продуктов как ценный источник пищевых волокон. Они составляют основу низкокалорийных готовых завтраков, рассчитанных на тех, кто стремится похудеть. Отруби — источник незаменимых жирных кислот и микроэлементов, отсюда их популярность в вегетарианских диетах.
При этом у диетологов вызывает большие сомнения пропагандируемый производителями оздоровительный эффект так называемых экструдированных отрубей, которые извлекаются из цельного зерна на высокоскоростных экструдерах-грануляторах и, таким образом, представляют собой продукт интенсивной промышленной переработки сырья.
В частности, в книге «The Low-Carb Fraud» (авторы Colin Campbell (главный автор) и Howard Jacobson, издание 2013 года), на стр. 16-17 про отруби написано следующее:

Пищевое (диетическое) волокно извлекается из всех видов цельных растений для того, чтобы добавить его в виде «отрубей» в кексы и другую выпечку. Затем маркетологи заявляют о плюсах для здоровья от этой выпечки, ссылаясь на данные исследований о благе волокон. Но отруби не помогают нам, будучи извлеченными из цельных растений и помещенными в состав обработанных и фрагментированных продуктов, таких как хлеб и хлопья для завтрака. Хотя есть некоторые доказательства того, что добавки-отруби могут устранить некоторые проявления серьёзных проблем со здоровьем, я не нахожу никаких доказательств того, что в долгосрочной перспективе это хороший вариант для фактической профилактики или лечения этих проблем.
Цельная еда, содержащая пищевое (диетическое) волокно в своих разных сложных формах, связана с пониженной вероятностью возникновения рака толстой кишки, с пониженным уровнем холестерина (холестерола) крови и с пониженным уровнем вызывающего рак молочной железы эстрогена. Использование отрубей отдельно от этой (цельной) еды происходит больше в силу маркетинга, чем является полезным для здоровья. Это справедливо для отдельного использования многих питательных веществ, которое (использование) либо не улучшает здоровье, либо фактически приводит к разрушительным эффектам.
Оригинальный текст (англ.)Dietary fiber is extracted from all kinds of whole plants in order to add it to muffins and other baked goods as "bran". Marketers then claim health benefits from these baked goods, citing the research evidence on the goodness of fiber. But bran doesn’t help us when it’s been extracted from whole plants and then stuck into processed and fragmented foods like breads and breakfast cereals. Although there is some evidence that bran supplements may reduce certain indicators of serious health problems, I find no evidence that, over the long term, this is a good option for actually preventing or treating these problems.

Whole foods that contain dietary fiber, in its many complex forms, are associated with lower incidence of colon cancer, lower blood cholesterol, and lower breast cancer–inducing estrogen levels. The use of bran isolated from these foods is more about marketing than health. This holds true for many isolated nutrients, which either have no positive health benefits or actually result in damaging effects.

## Корм для животных
Отруби (в основном пшеничные и ржаные) — ценный корм для всех видов сельскохозяйственных животных. Питательность отрубей зависит от содержания мучнистых частиц (чем меньше муки и больше оболочек, тем ниже питательность). Химический состав пшеничных отрубей в среднем (%): воды 14,8; белков 15,5; жиров 3,2; клетчатки 8,4; безазотистых экстрактивных веществ 53,2; золы 4,9. В 100 кг отрубей — 71—78 кормовых единиц и 12,5—13 кг переваримого белка.
Чаще всего отруби скармливаются молочному скоту, затем употребляются в больших количествах при откармливании и выращивании молодняка. Лошадям и свиньям отруби задаются в виде пойла, крупному рогатому скоту и овцам или в виде месива с соломенной сечкой и мякиной, или с водянистыми кормами.
Слишком большие количества отрубей при продолжительных дачах могут вызывать у животных ослабление пищеварительных органов. В некоторых же исключительных случаях избыточным кормлением отрубями вызывается образование камней из фосфорнокислых солей: у лошадей — в толстой и слепой кишках, у овец — в мочевом пузыре.